# Condado de Escambia (Alabama)
El condado de Escambia (en inglés: Escambia County), es un condado del estado estadounidense de Alabama que fue fundado en 1868 y el origen de su nombre podría derivar de la palabra creek Shambia que significa «agua clara» o de una palabra choktaw que significaría «parada de cañas». En el año 2000 tenía una población de 38 440 habitantes con una densidad de población de 15 personas por km². La sede del condado es Brewton aunque la ciudad más grande es Atmore. Ha sido declarado zona catastrófica por los efectos de los huracanes Frederick e Iván en septiembre de 1979 y 2004 respectivamente.

## Geografía
Según la oficina del censo el condado tiene una superficie total de 2468 km² (952,9 mi²), de los que 2453 km² (947,1042471043 mi²) son tierra y 16 km² (6,2 mi²) (0,58%) son agua.

### Condados adyacentes
- Condado de Conecuh - norte
- Condado de Covington - este
- Condado de Okaloosa - sureste
- Condado de Santa Rosa - sur
- Condado de Escambia - suroeste
- Condado de Baldwin - oeste
- Condado de Monroe - noroeste

### Principales carreteras y autopistas
- Interestatal 65
- U.S. Autopista 29
- U.S. Autopista 31
- Carretera estatal 21
- Carretera estatal 41
- Carretera estatal 113

## Demografía
Según el 2000 la renta per cápita media de los habitantes del condado era de 28.319 dólares y el ingreso medio de una familia era de 36.086 dólares. En el año 2000 los hombres tenían unos ingresos anuales 30.632 dólares frente a los 18.091 dólares que percibían las mujeres. El ingreso por habitante era de 14.396 dólares y alrededor de un 20,90% de la población estaba bajo el umbral de pobreza nacional.

## Ciudades y pueblos
- Atmore
- Brewton
- East Brewton
- Flomaton
- Foshee
- Pollard
- Riverview

## Espacios protegidos
Dispone de parte del Conecuh National Forest que está gestionado junto con el Condado de Covington y es un bosque con una extensión de 340 km².